# Toledo (Antioquia)
Pour les articles homonymes, voir Toledo.
Toledo est une municipalité située dans le département d'Antioquia, en Colombie.